# Francisco Guzmán y Carballeda
Francisco de los Santos Guzmán y Carballeda (Sevilla, 30 de octubre de 1840-Madrid, 5 de agosto de 1916) fue un abogado y político español, ministro de Gracia y Justicia durante el reinado de Alfonso XIII.

## Biografía
Nació en Sevilla el 30 de octubre de 1840.
Diputado por Cuba al obtener el correspondiente escaño en todos los procesos electorales celebrados entre 1879 y 1898, pasó al Senado como senador vitalicio en 1899.
Fue ministro de Gracia y Justicia entre el 20 de julio y el 5 de diciembre de 1903 en un gabinete presidido por Raimundo Fernández Villaverde.
Falleció en Madrid el 5 de agosto de 1916.